# Bologna Football Club 1986-1987
Questa voce raccoglie le informazioni riguardanti la Bologna Football Club nelle competizioni ufficiali della stagione 1986-1987.

## Stagione

Il gol di Alessandro Quaggiotto in Bologna-Cagliari (3-0) del 10 maggio 1987

Nella stagione di Serie B 1986-1987 il Bologna si classifica al decimo posto con 36 punti raccolti. In Coppa Italia, nel primo turno giocato nel precampionato, è secondo nel proprio girone di qualificazione e, assieme all'Inter, viene ammesso alla fase a eliminazione diretta, da disputarsi in primavera. Qui, con due pareggi contro la Roma, grazie alla regola dei gol fuori casa si qualifica ai quarti di finale, dove viene eliminato con una doppia sconfitta dal Napoli di Maradona, che vincerà poi il torneo, oltre allo scudetto.
Sulla panchina dei felsinei il presidente Gino Corioni ha voluto il suo conterraneo Vincenzo Guerini, ma dopo 28 giornate, con 25 punti in classifica, e una sola lunghezza sopra la zona pericolosa, è stato costretto a chiamare al suo posto il tecnico bolognese Giovan Battista Fabbri, che con la sua esperienza ha pilotato il Bologna nelle 10 giornate rimanenti, anche grazie a quattro vittorie di fila, verso una tranquilla salvezza.
Con 12 reti realizzate Loris Pradella è stato il miglior marcatore di stagione dei rossoblù, delle quali 4 in Coppa Italia e 8 reti in campionato; è giunto in doppia cifra anche Lorenzo Marronaro con 11 centri, 2 in Coppa ed 9 reti in campionato. A Bologna ritorna per chiudere la carriera, scendendo di categoria dopo aver giocato 323 partite nella massima serie, il regista romagnolo Eraldo Pecci che con la maglia rossoblù aveva esordito in Serie A dodici anni prima: arriva dal Napoli, dopo i sei anni trascorsi a Torino e i quattro di Firenze.

## Divise e sponsor
Lo sponsor tecnico per la stagione 1986-1987 fu Ennerre, mentre lo sponsor ufficiale Segafredo.
| Casa | Trasferta | Portiere |

## Rosa
| N. |                   | Ruolo | Calciatore         |
| -- | ----------------- | ----- | ------------------ |
|    | Italia (bandiera) | P     | Giuseppe Zinetti   |
|    | Italia (bandiera) | P     | Enrico Cavalieri   |
|    | Italia (bandiera) | D     | Gianluca Luppi     |
|    | Italia (bandiera) | D     | Renato Villa       |
|    | Italia (bandiera) | D     | Sergio Lancini     |
|    | Italia (bandiera) | D     | Luca Sommella      |
|    | Italia (bandiera) | D     | Claudio Ottoni     |
|    | Italia (bandiera) | C     | Eraldo Pecci       |
|    | Italia (bandiera) | C     | Paolo Stringara    |
|    | Italia (bandiera) | C     | Giancarlo Marocchi |

| N. |                   | Ruolo | Calciatore            |
| -- | ----------------- | ----- | --------------------- |
|    | Italia (bandiera) | C     | Alessandro Quaggiotto |
|    | Italia (bandiera) | C     | Gaetano Musella       |
|    | Italia (bandiera) | C     | Romano Galvani        |
|    | Italia (bandiera) | C     | Enrico Nicolini       |
|    | Italia (bandiera) | C     | Domenico Marocchino   |
|    | Italia (bandiera) | C     | Attilio Sorbi         |
|    | Italia (bandiera) | C     | Piergiorgio Tovoli    |
|    | Italia (bandiera) | A     | Loris Pradella        |
|    | Italia (bandiera) | A     | Lorenzo Marronaro     |
|    | Italia (bandiera) | A     | Francesco Palmieri    |

## Risultati

### Serie B

#### Girone di andata
| Arbitro: | Di Cola (Avezzano) |

|  |           |               |
|  | Marcatori | 35’ Mandressi |

| Arbitro: | Fabricatore (Roma) |

|           |           |                 |
| Russo 66’ | Marcatori | 38’ (aut.) Lupo |

| Bologna 28 settembre 1986 3ª giornata | Bologna       | 0 – 0 | Genoa | Stadio Renato Dall'Ara\| Arbitro: \| Testa (Prato) \| |
| Arbitro:                              | Testa (Prato) |       |       |                                                       |

| Arbitro: | Sguizzato (Verona) |

|                               |           |                         |
| Magnocavallo 62’ Mandelli 85’ | Marcatori | 90’ (rig.) En. Nicolini |

| Arbitro: | Tarallo (Como) |

|              |           |  |
| Pradella 40’ | Marcatori |  |

| Arbitro: | Amendolia (Messina) |

|             |           |               |
| Galvani 59’ | Marcatori | 44’ Lucchetti |

| Arbitro: | Pezzella (Frattamaggiore) |

|                        |           |                                     |
| Barbas 5’ Pasculli 19’ | Marcatori | 3’ Pradella 63’ (rig.) En. Nicolini |

| Arbitro: | Tuveri (Cagliari) |

|                                       |           |                           |
| En. Nicolini 30’ (rig.) Marronaro 40’ | Marcatori | 29’ Ugolotti 57’ Di Mauro |

| Arbitro: | Fabricatore (Roma) |

|               |           |  |
| Nicoletti 51’ | Marcatori |  |

| Arbitro: | Magni (Bergamo) |

|              |           |                |
| Marronaro 4’ | Marcatori | 67’ Diodicibus |

| Bari 23 novembre 1986 11ª giornata | Bari                | 0 – 0 | Bologna | Stadio della Vittoria\| Arbitro: \| Coppetelli (Tivoli) \| |
| Arbitro:                           | Coppetelli (Tivoli) |       |         |                                                            |

| Bologna 30 novembre 1986 12ª giornata | Bologna            | 0 – 0 | Parma | Stadio Renato Dall'Ara\| Arbitro: \| Sguizzato (Verona) \| |
| Arbitro:                              | Sguizzato (Verona) |       |       |                                                            |

| Cagliari 7 dicembre 1986 13ª giornata | Cagliari            | 0 – 0 | Bologna | Stadio Sant'Elia\| Arbitro: \| Lamorgese (Potenza) \| |
| Arbitro:                              | Lamorgese (Potenza) |       |         |                                                       |

| Bologna 14 dicembre 1986 14ª giornata | Bologna                   | 0 – 0 | Pisa | Stadio Renato Dall'Ara\| Arbitro: \| Pezzella (Frattamaggiore) \| |
| Arbitro:                              | Pezzella (Frattamaggiore) |       |      |                                                                   |

| Arbitro: | Pucci (Firenze) |

|                     |           |                          |
| Selvaggi 84’ (rig.) | Marcatori | 7’ Musella 47’ Stringara |

| Arbitro: | Dal Forno (Ivrea) |

|           |           |              |
| Romiti 3’ | Marcatori | 40’ Marocchi |

| Arbitro: | Coppetelli (Tivoli) |

|  |           |              |
|  | Marcatori | 31’ Rebonato |

| Arbitro: | Paparesta (Bari) |

|              |           |  |
| Simonini 61’ | Marcatori |  |

| Arbitro: | Magni (Bergamo) |

|                                          |           |            |
| Pradella 4’ Marronaro 33’, 88’ Luppi 90’ | Marcatori | 51’ Frutti |

#### Girone di ritorno
| Arbitro: | Nicchi (Arezzo) |

|               |           |                                             |
| Mandressi 68’ | Marcatori | 26’ Pradella 31’ Marronaro 59’, 81’ Musella |

| Arbitro: | Tarallo (Como) |

|                      |           |              |
| Parpiglia 11’ (aut.) | Marcatori | 64’ Vagheggi |

| Arbitro: | Pezzella (Frattamaggiore) |

|            |           |                  |
| Eranio 38’ | Marcatori | 64’ En. Nicolini |

| Arbitro: | Testa (Prato) |

|                     |           |  |
| Terraneo 28’ (aut.) | Marcatori |  |

| Arbitro: | Lamorgese (Potenza) |

|            |           |  |
| Ispiro 89’ | Marcatori |  |

| Arbitro: | Leni (Perugia) |

|                              |           |                            |
| Rondon 19’ (rig.) Savino 90’ | Marcatori | 24’ Pradella 60’ Stringara |

| Arbitro: | Tuveri (Cagliari) |

|             |           |                 |
| Musella 61’ | Marcatori | 64’ Agostinelli |

| Arbitro: | Coppetelli (Tivoli) |

|                           |           |  |
| Di Mauro 20’ Ugolotti 24’ | Marcatori |  |

| Arbitro: | Lombardo (Marsala) |

|  |           |                            |
|  | Marcatori | 25’ Nicoletti 47’ Lombardo |

| Arbitro: | Baldi (Roma) |

|            |           |  |
| Napoli 83’ | Marcatori |  |

| Arbitro: | Leni (Perugia) |

|                      |           |                        |
| Galvani 8’ Pecci 43’ | Marcatori | 30’ Brondi 35’ Rideout |

| Arbitro: | Sguizzato (Verona) |

|                          |           |  |
| Signorini 79’ Valoti 87’ | Marcatori |  |

| Arbitro: | Novi (Pisa) |

|                                          |           |  |
| Quaggiotto 5’ Pradella 71’ Marronaro 83’ | Marcatori |  |

| Arbitro: | Casarin (Milano) |

|                        |           |                                       |
| Cecconi 50’ Cuoghi 75’ | Marcatori | 44’ Quaggiotto 47’ Luppi 90’ Pradella |

| Arbitro: | Dal Forno (Ivrea) |

|                                     |           |              |
| Marronaro 19’, 55’ En. Nicolini 70’ | Marcatori | 78’ Selvaggi |

| Arbitro: | Tarallo (Como) |

|              |           |  |
| Pradella 57’ | Marcatori |  |

| Arbitro: | Sguizzato (Verona) |

|                 |           |  |
| Marchegiani 52’ | Marcatori |  |

| Arbitro: | Magni (Bergamo) |

|                             |           |                  |
| Marronaro 48’ Stringara 80’ | Marcatori | 60’ (aut.) Luppi |

| Arbitro: | Cornieti (Forlì) |

|            |           |  |
| Frutti 28’ | Marcatori |  |

### Coppa Italia

#### Primo turno
| Arbitro: | Leni (Perugia) |

|                |           |  |
| Barbadillo 59’ | Marcatori |  |

| Arbitro: | Nicchi (Arezzo) |

|                                  |           |  |
| Quaggiotto 18’ Pradella 59’, 84’ | Marcatori |  |

| Arbitro: | Novi (Pisa) |

|                                                    |           |  |
| Pradella 8’ Quaggiotto 11’ Galvani 25’ Musella 40’ | Marcatori |  |

| Arbitro: | Agnolin (Bassano del Grappa) |

|              |           |              |
| Marocchi 43’ | Marcatori | 50’ Matteoli |

| Arbitro: | Amendolia (Messina) |

|             |           |                              |
| Benetti 18’ | Marcatori | 11’ Musella 85’ En. Nicolini |

#### Fase finale
| Arbitro: | Leni (Perugia) |

|                          |           |                             |
| Di Carlo 2’ Giannini 67’ | Marcatori | 30’ Stringara 33’ Marronaro |

| Arbitro: | Pairetto (Torino) |

|              |           |              |
| Pradella 75’ | Marcatori | 88’ Giannini |

| Arbitro: | Paparesta (Bari) |

|                                            |           |  |
| Giordano 44’ A. Carnevale 61’ Maradona 86’ | Marcatori |  |

| Arbitro: | Magni (Bergamo) |

|                            |           |                                               |
| Marocchi 36’ Marronaro 87’ | Marcatori | 55’ Caffarelli 61’, 89’ Giordano 72’ Maradona |

## Statistiche

### Statistiche di squadra
| Competizione | Punti | In casa | In casa | In casa | In casa | In casa | In casa | In trasferta | In trasferta | In trasferta | In trasferta | In trasferta | In trasferta | Totale | Totale | Totale | Totale | Totale | Totale | DR |
| Competizione | Punti | G       | V       | N       | P       | Gf      | Gs      | G            | V            | N            | P            | Gf           | Gs           | G      | V      | N      | P      | Gf     | Gs     | DR |
| ------------ | ----- | ------- | ------- | ------- | ------- | ------- | ------- | ------------ | ------------ | ------------ | ------------ | ------------ | ------------ | ------ | ------ | ------ | ------ | ------ | ------ | -- |
| Serie B      | 36    | 19      | 7       | 9       | 3       | 23      | 15      | 19           | 3            | 7            | 9            | 17           | 23           | 38     | 10     | 16     | 12     | 40     | 38     | +2 |
| Coppa Italia |       | 5       | 2       | 2       | 1       | 11      | 6       | 4            | 1            | 1            | 2            | 4            | 7            | 9      | 3      | 3      | 3      | 15     | 13     | +2 |
| Totale       |       | 24      | 9       | 11      | 4       | 34      | 21      | 23           | 4            | 8            | 11           | 21           | 30           | 47     | 13     | 19     | 15     | 55     | 51     | +4 |

### Statistiche dei giocatori
| Giocatore     | Serie B  | Serie B | Serie B     | Serie B    | Coppa Italia | Coppa Italia | Coppa Italia | Coppa Italia | Totale   | Totale | Totale      | Totale     |
| Giocatore     | Presenze | Reti    | Ammonizioni | Espulsioni | Presenze     | Reti         | Ammonizioni  | Espulsioni   | Presenze | Reti   | Ammonizioni | Espulsioni |
| ------------- | -------- | ------- | ----------- | ---------- | ------------ | ------------ | ------------ | ------------ | -------- | ------ | ----------- | ---------- |
| E. Cavalieri  | 10       | -13     | ?           | ?          | ?            | ?            | ?            | ?            | 10+      | -13+   | ?           | ?          |
| R. Galvani    | 36       | 2       | ?           | ?          | ?            | ?            | ?            | ?            | 36+      | 2+     | ?           | ?          |
| S. Lancini    | 23       | 0       | ?           | ?          | ?            | ?            | ?            | ?            | 23+      | 0+     | ?           | ?          |
| G. Luppi      | 32       | 2       | ?           | ?          | ?            | ?            | ?            | ?            | 32+      | 2+     | ?           | ?          |
| G. Marocchi   | 34       | 1       | ?           | ?          | ?            | ?            | ?            | ?            | 34+      | 1+     | ?           | ?          |
| D. Marocchino | 20       | 0       | ?           | ?          | ?            | ?            | ?            | ?            | 20+      | 0+     | ?           | ?          |
| L. Marronaro  | 34       | 9       | ?           | ?          | ?            | ?            | ?            | ?            | 34+      | 9+     | ?           | ?          |
| G. Musella    | 29       | 4       | ?           | ?          | ?            | ?            | ?            | ?            | 29+      | 4+     | ?           | ?          |
| E. Nicolini   | 32       | 5       | ?           | ?          | ?            | ?            | ?            | ?            | 32+      | 5+     | ?           | ?          |
| C. Ottoni     | 18       | 0       | ?           | ?          | ?            | ?            | ?            | ?            | 18+      | 0+     | ?           | ?          |
| F. Palmieri   | 4        | 0       | ?           | ?          | ?            | ?            | ?            | ?            | 4+       | 0+     | ?           | ?          |
| E. Pecci      | 32       | 1       | ?           | ?          | ?            | ?            | ?            | ?            | 32+      | 1+     | ?           | ?          |
| L. Pradella   | 35       | 8       | ?           | ?          | ?            | ?            | ?            | ?            | 35+      | 8+     | ?           | ?          |
| A. Quaggiotto | 22       | 2       | ?           | ?          | ?            | ?            | ?            | ?            | 22+      | 2+     | ?           | ?          |
| P. Rossi      | 1        | 0       | ?           | ?          | ?            | ?            | ?            | ?            | 1+       | 0+     | ?           | ?          |
| L. Sommella   | 1        | 0       | ?           | ?          | ?            | ?            | ?            | ?            | 1+       | 0+     | ?           | ?          |
| A. Sorbi      | 19       | 0       | ?           | ?          | ?            | ?            | ?            | ?            | 19+      | 0+     | ?           | ?          |
| P. Stringara  | 33       | 3       | ?           | ?          | ?            | ?            | ?            | ?            | 33+      | 3+     | ?           | ?          |
| P. Tovoli     | 3        | 0       | ?           | ?          | ?            | ?            | ?            | ?            | 3+       | 0+     | ?           | ?          |
| R. Villa      | 31       | 0       | ?           | ?          | ?            | ?            | ?            | ?            | 31+      | 0+     | ?           | ?          |
| G. Zinetti    | 28       | -25     | ?           | ?          | ?            | ?            | ?            | ?            | 28+      | -25+   | ?           | ?          |